# Billy Adler
Billy Adler (* 5. September 1940 in New York City, NY) ist ein US-amerikanischer avantgardistischer Filmregisseur, experimenteller Filmemacher, Videokünstler und Fotograf.

## Leben
Billy Adler studierte bis 1962 an der University of Pennsylvania. Im Jahr 1963 besuchte er die Annenberg School for Communication in Philadelphia. Im Jahr 1968 gründete er zusammen mit John Margolies (* 1940) und Ilene Segalove (* 1950) die Gruppe Telethon.
Im Jahr 1969 entstanden seine ersten Fotoarbeiten. Im Jahr 1971 hatte er seine erste Fernsehproduktion. Er war Gastprofessor am California Institute of the Arts. Seit 1973 schafft er Video-Arbeiten und Video-Environments.
Die Gruppe „Telethon“ kombinierte Collage-artig Programmteile des US-Fernsehens neu, um künstlerisch die kommerzielle Filmproduktion zu kritisieren. Ab Ende der 1970er Jahre begann Adler mit der Farbkamera andere künstlerische Wege zu beschreiten, er filmte zum Beispiel Rosen im Wasserglas oder Alka Seltzer sprudelnd im Glas.
„Ihn fasziniert die Veränderung der elektronischen Farbe, der sanfte, für das Auge kaum merkbare Übergang der Farbstufen. Seine sensiblen Videotapes stehen in extremen Kontrast zu farbelektronischen Arbeiten, die mit dem Synthesizer entstehen. Nur Nuancen werden verändert, die Farben-Strahlkraft der Elektronik in der scheinbaren Realität, das Spiel mit der wirklichen Farbe und der künstlichen elektronischen Farbe.“
Billy Adler war mit „Color“ (acht Stücke) als Teilnehmer der Documenta 6 in Kassel im Jahr 1977 in der Abteilung Video vertreten.
Billy Adler lebt in Los Angeles, Kalifornien.